# Sint-Catharinakerk (Ribe)
De Sint-Catharinakerk is een parochiekerk in de Deense stad Ribe en een voormalige kloosterkerk van de Dominicaanse Orde. Tijdens de reformatie in 1536 werd de priorij opgeheven, maar de gebouwen bleven staan en behoren nu tot de best bewaarde kloosters van het land. De Catharinakerk ligt op een steenworp afstand van de domkerk van Ribe.

## Geschiedenis
De aan Catharina van Alexandrië gewijde priorij werd in 1228 gesticht door dominicaner broeders op een stuk grond dat hiervoor ter beschikking was gesteld door Tuve, de bisschop van Ribe. De kloosterkerk werd in romaanse stijl opgericht met een kerkschip en koor van baksteen. Aan het kerkgebouw werd een conventsgebouw gebouwd.

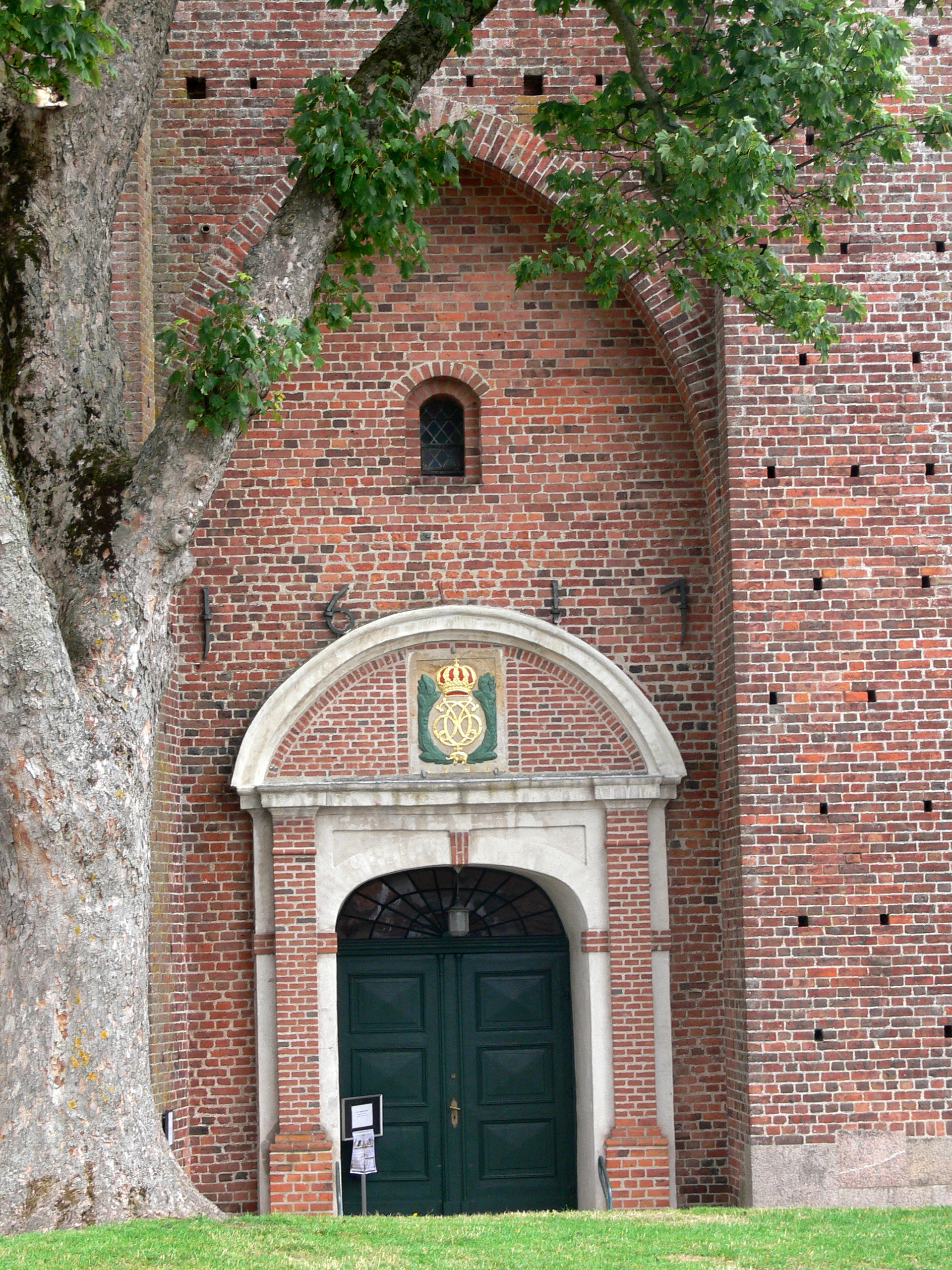
Toegangsportaal

Toen Ribe in de vroege 14e eeuw 's lands grootste en meest welvarende stad werd, vond er een ingrijpende vergroting van de priorij plaats. Een grote torenloze kerk werd samen met een vierkantvormig klooster opgericht, die de priorij afschermden van de rest van de gemeenschap. De nieuwe bebouwing vond in gotische stijl plaats en onder de zuidelijke bebouwing werd een grote kelder aangelegd.
Een groot deel van de huidige kerk stamt uit de periode 1433-1450. Het is de derde kerk op de plaats en vormt de noordelijke vleugel van de abdij die zich tot voorbij het oosten van de kloostergebouwen uitstrekt. Met de intrede van de reformatie in 1536 werd de monniken per decreet van koning Christiaan III verordonneerd kerk en klooster en in 1537 ook de stad te verlaten. Vanaf dat moment werd de kerk een protestantse parochiekerk.
Maar in de loop der tijd begon de slechte bouwgrond met een oude drassige bodem waarop de kerk stond zijn tol te eisen. De toren die in de jaren 1617-1618 werd gebouwd was oorspronkelijk hoger, maar begon te verzakken. Om een totale instorting te voorkomen waarbij ook delen van de kerk en het klooster konden worden meegetrokken, moest de toren ten slotte worden verlaagd en verstevigd. Uit de periode van deze restauratie (1745-1746) dateert ook het hoofdportaal voor de toren. Boven de toegang is het monogram van Christiaan VI aangebracht.
In de loop der eeuwen verzakte ook de noordelijke muur van de kerk aanzienlijk. Halverwege de 19e eeuw was de staat van de kerk dermate slecht, dat de sloop van de kerk werd voorgesteld. Het veroorzaakte een verhit debat, dat ten slotte eindigde in bijstand van de staat en de overleving van het kerkgebouw.
Gedurende de jaren 1918-1932 vond er ten slotte een noodzakelijke en grondige restauratie van het kerkgebouw plaats. De Catharinakerk werd gestabiliseerd en de hellende muren moesten tot 60 cm. worden gecorrigeerd. Volgens het middeleeuwse plan kregen de drie beuken weer nieuwe gewelven, die in de periode van verval achtereenvolgens waren vervangen door houten plafonds. Tevens werden in plaats van de rondbogige ramen uit 1745-1746 de spitsbogige gotische ramen gereconstrueerd. De toren werd in de jaren 1929-1930 gerenoveerd. Tegelijkertijd werd het plein met de bron voor de kerk aangelegd. Rond de zuil waarop de schutspatroon van de kerk staat bevinden zich vier karakters die een rol speelden in de geschiedenis van de kerk: een krijger, een burger, een monnik en een Lutherse predikant.

## Kerkinventaris
- Het koorgestoelte uit circa 1500 heeft talrijke inkervingen van generaties studenten van de Latijnse School (de oudste is van 1555).
- De preekstoel met klankbord uit 1591 bezit rijk houtsnijwerk en heeft zeven reliëfs uit de geschiedenis van Jezus' jeugd. Met name het reliëf van de besnijdenis van Jezus is opmerkelijk.
- In de kerk staat een altaarstuk uit 1650. Het werd in Varde gemaakt en is versierd met het monogram van Frederik III. Het centrale motief betreft het Heilig Avondmaal, geflankeerd door schilderijen die de Doop van Jezus en Jezus in de Hof voorstellen. Daarboven bevindt zich een schilderij van de Kruisiging en in de top een beeld van de zegevierende Christus.
- Het romaanse doopvont werd pas na de invoering van de reformatie in de kerk geplaatst. Het is van graniet en bevat een reliëf van een leeuw.
- Uit 1700 stamt een offerblok, de orgelkas en de orgelgalerij.

## Afbeeldingen

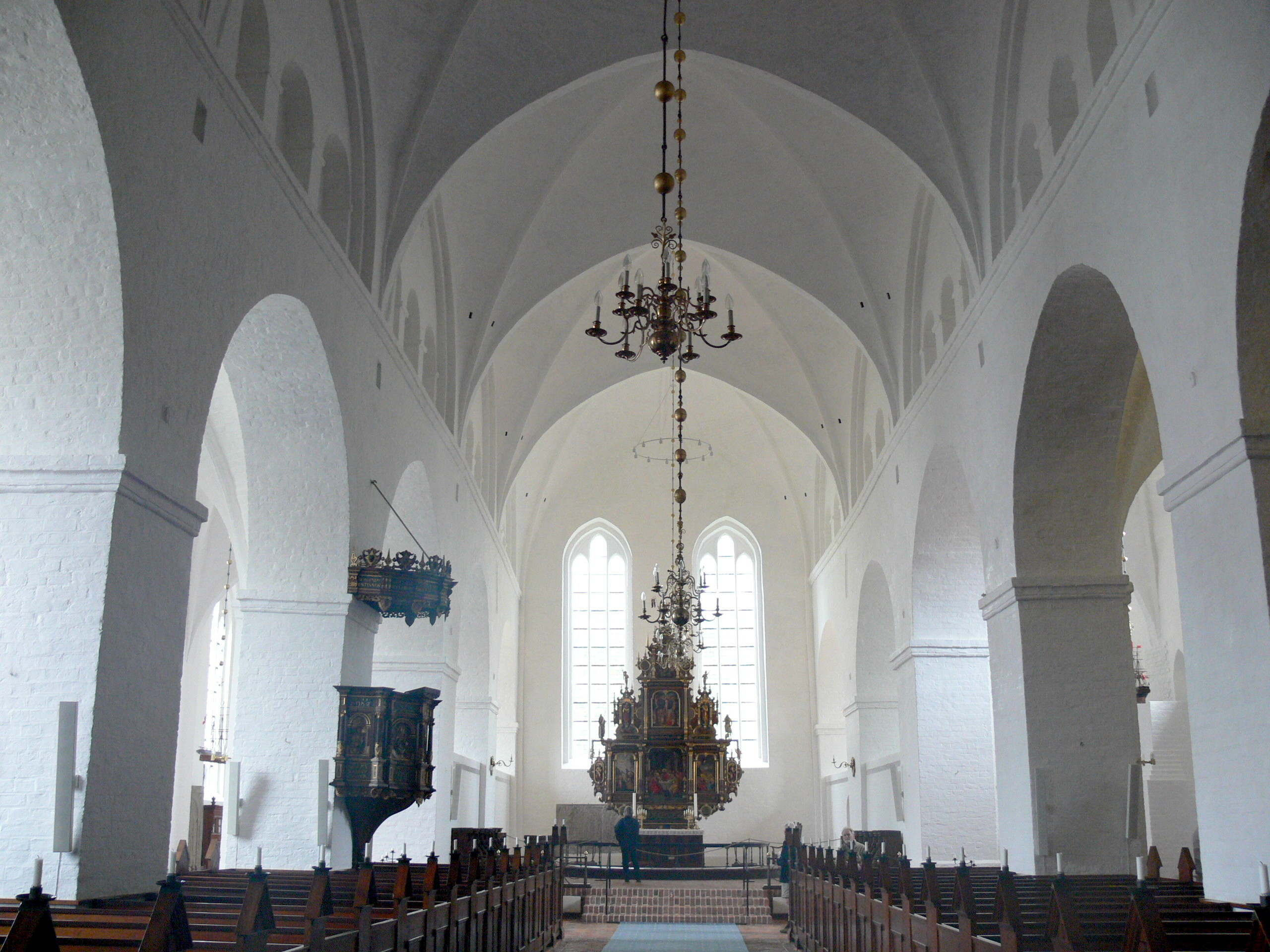
Interieur
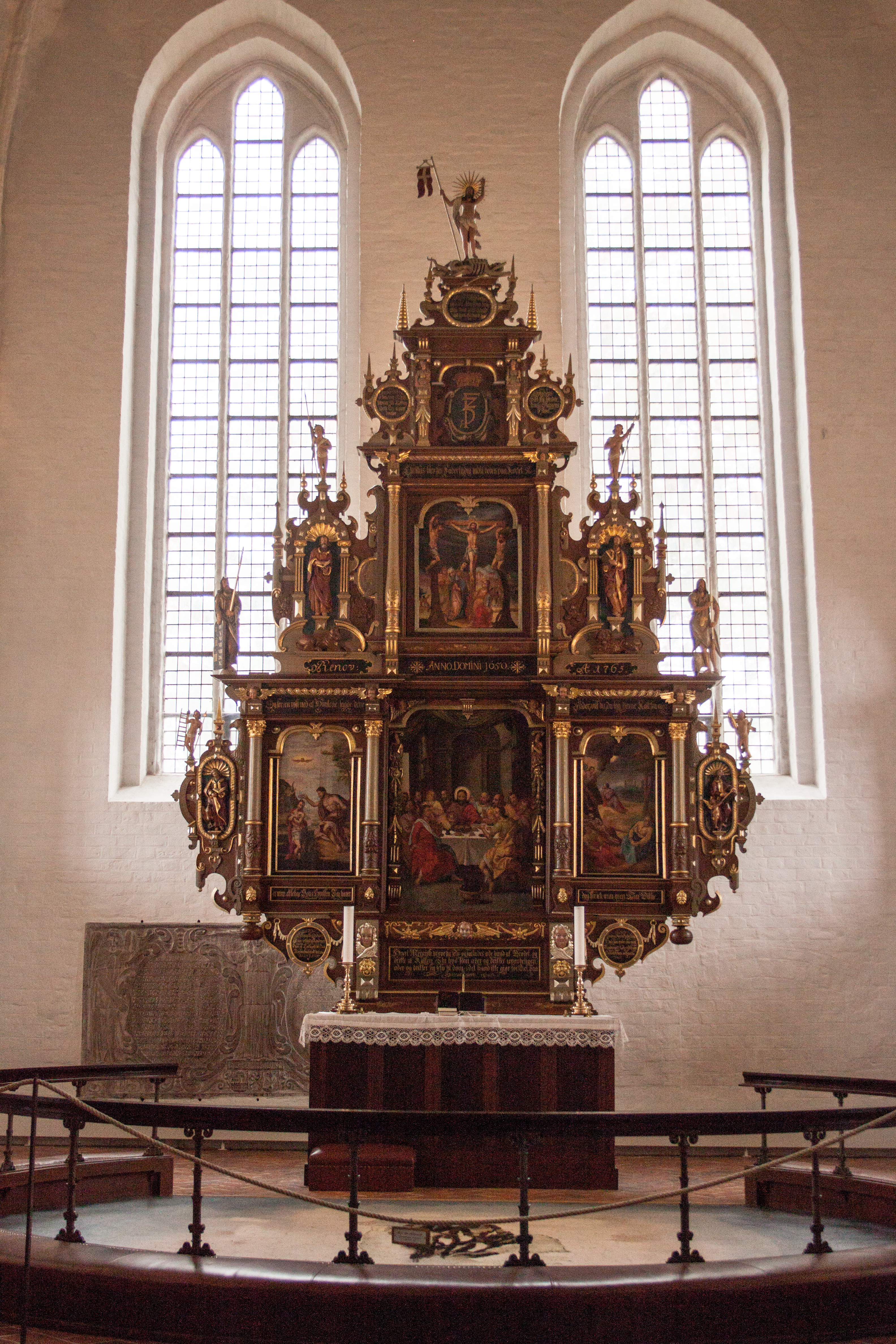
Altaar
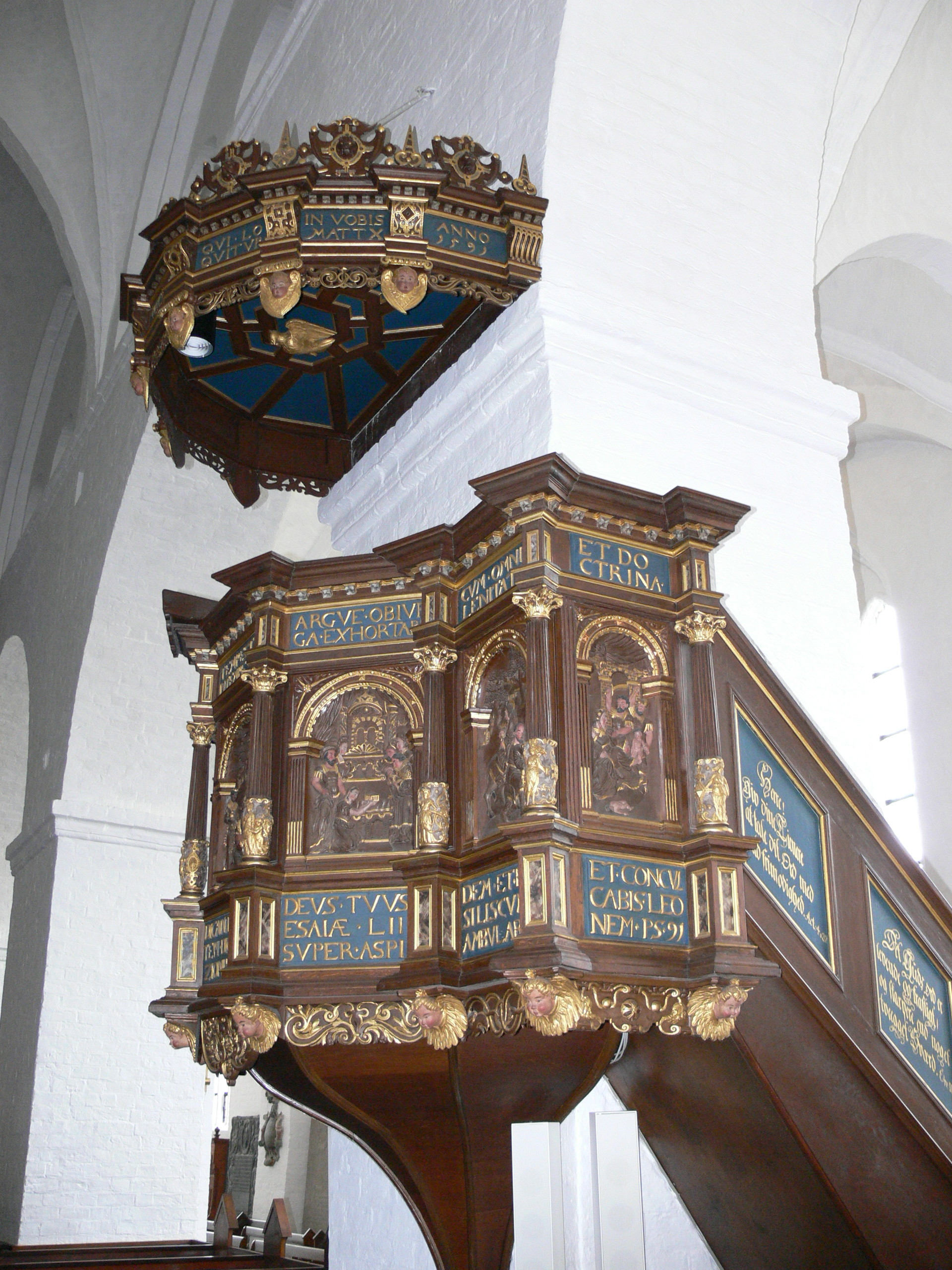
Preekstoel
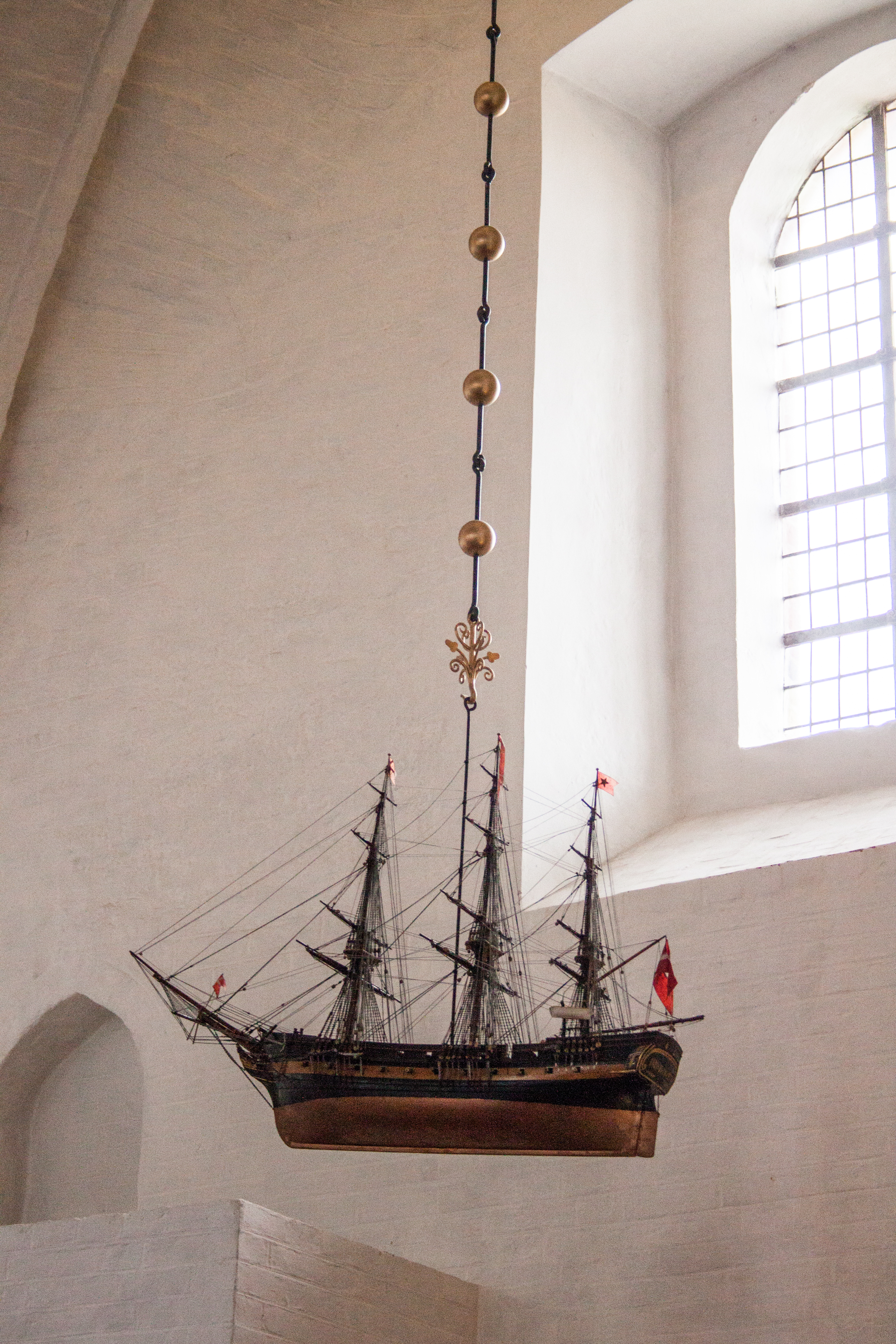
Votiefschip